# LG G Flex 2
LG G Flex 2 — Android-фаблет, разработанный и производимый компанией LG Electronics. Впервые представленный компанией 5 января 2015 года, он является преемником оригинального LG G Flex, выпущенного в 2013 году. Дизайн G Flex 2 напоминает LG G3 и, как и оригинал, отличается в первую очередь изогнутым корпусом и гибким дисплеем. LG объявила о нескольких изменениях по сравнению с исходным дизайном G Flex, включая дисплей меньшего размера с более высоким разрешением; уменьшенная кривизна корпуса; более прочное, химически обработанное стекло экрана; и новая версия оригинальной «самовосстанавливающейся» задней крышки, которая может быстрее восстанавливать мелкие потертости.
Он был представлен 5 января 2015 года на выставке Consumer Electronics Show и выпущен в Южной Корее в конце января 2015 года. LG G Flex 3 был отменён из-за слабых продаж второго поколения и падения продаж ведущей линейки LG серии G.

## История и развитие
Оригинальный LG G Flex, выпущенный в 2013 году как первый смартфон LG с гибким дисплеем и изогнутым корпусом, был встречен неоднозначно: критики сравнили устройство с доказательством концепции, а не с массовым продуктом. Хотя устройство хвалили за его долговечность и общую производительность, дисплей G Flex подвергался критике за превосходное качество с панелью 720p с разрешением всего 245 пикселей на дюйм (в отличие от экранов 1080p, используемых в других крупных телефонах высокого класса), зернистый внешний вид и заметное остаточное изображение. G Flex также подвергся резкой критике из-за его большого размера, высокой цены и отсутствия функциональности, специально предназначенной для использования изогнутого экрана устройства.
LG задумала G Flex 2, чтобы ответить на критические замечания, связанные с оригинальным G Flex: устройство получило более компактный дизайн с более плавным изгибом для улучшения его эргономики и внешнего вида, а также дисплей более высокого качества с разрешением 1080p. Была проделана работа, чтобы сделать G Flex 2 более устойчивым к ударам: его эластичность равномерно распределяет толчки от ударов по шасси. Дизайнер LG Рамчан Ву продемонстрировал, как устройство может выдерживать определенные виды неправильного обращения без каких-либо серьезных повреждений, таких как падение, наступление или сидение. Чтобы еще больше повысить долговечность дисплея Gorilla Glass 3 устройства, стекло также проходит процесс химической обработки, разработанный LG, известный как «Dura-Guard». LG заявила, что обработка повысит долговечность экрана примерно на 20%, особенно по краям дисплея. Как и в случае с оригинальным G Flex, он будет позиционироваться как нишевый продукт, предназначенный для премиального рынка.

## Технические характеристики
Физический дизайн G Flex 2 напоминает LG G3, состоящий из изогнутого поликарбонатного корпуса с кнопками регулировки громкости и питания, расположенными на задней панели устройства прямо под камерой. Устройство доступно при запуске в красном и серебристом цветовых решениях. Кривизна дисплея G Flex 2 по-прежнему составляет 700 миллиметров (28 дюймов), но кривизна остальной части корпуса была уменьшена до 650 миллиметров (26 дюймов), чтобы создать более тонкий «изгиб» в его форме, чем у оригинала. Задняя крышка G Flex 2 имеет «самовосстанавливающееся» покрытие, которое может восстанавливать небольшие царапины и потертости; обновленная версия способна восстанавливаться быстрее, чем оригинал, занимая всего около 10 секунд, а не минут. В отличие от 6-дюймового дисплея с разрешением 720p в оригинале, его гибкая матрица OLED-дисплей был уменьшен до 5,5 дюймов, но с разрешением 1080p. В G Flex 2 используется система на неудачном кристалле Qualcomm Snapdragon 810 с 2 или 3 ГБ оперативной памяти LPDDR4.
Остальные характеристики аналогичны характеристикам G3: 16 или 32 ГБ расширяемой памяти, батарея на 3000 мАч (хотя и несъемная) и 13-мегапиксельная камера с гибридным автофокусом. G Flex 2 работает под управлением Android 5.0 «Lolipop» с настраиваемой оболочкой и программным обеспечением, аналогичным G3. Новая функция «Glance View» позволяет пользователям просматривать уведомления, когда дисплей выключен, перетаскивая их вниз.